# 유루증
유루증(流淚症, epiphora), 눈물흘림증은 눈물이 얼굴 위로까지 넘쳐흐르는 증세를 말한다. 눈물막 배수가 비루관계(nasolacrimal system)를 통해 충분히 이루어지지 않고, 눈에서 넘쳐나 얼굴 아래로 흘러내리는 증세이다.

## 진단
유루증은 눈꺼풀의 관찰을 통해 임상적으로 진단이 가능하다. 플루오레세인 염색을 사용하면 눈물 구멍의 역류를 검사할 수 있다.

## 관리
유루증이 눈꺼풀겉말림이나 눈꺼풀속말림(안검내번)에 의해 발병한 것이라면, 눈꺼풀의 치료가 필요하다. 눈물점으로 물이 들어가도록 하는 작업도 필요하다. 비루관의 결함이 있는 유아의 경우 비루관 조사를 사용하며 일시적(Crawford)/영구적(Jones)인 관의 대체가 수행된다. 눈물의 배수를 복원하기 위해 누낭을 비점막에 병합하는 누낭비강문합술이 수행된다.

## 같이 보기
- 안구건조증